# 規庵祖円
規庵祖円（きあん そえん）は、鎌倉時代後期の臨済宗の僧。出生は信濃国水内郡長池。諡号は南院国師。信濃源氏井上氏の一族。

## 略歴
鎌倉浄妙寺の帰化僧・竜江宣のもとで出家、得度し、弘安3年（1280年）、前年に渡来した建長寺の無学祖元に入門する。弘安9年（1286年）には東福寺の無関普門の門下となる。また興国寺の心地覚心などのもとで参禅した。
正応5年（1292年）、無関普門のあとを受けて南禅寺2世住持となって、無学祖元の法を継いだ。南禅寺の諸堂宇を建立・整備し、勅諡として南院国師の号を賜った。